# Gobernanza financiera
Se entiende por gobernanza financiera el conjunto de procesos, reglas, normas, valores e instituciones a través de los cuales los diferentes actores (organismos públicos locales, estatales e internacionales , así como empresas, movimientos sociales y ciudadanos, entre otros) gestionan las finanzas, es decir los sistemas y los mercados financieros, en cualquier territorio desde la escala local a la mundial. En tanto que suma de elementos diversos, la gobernanza financiera presenta una "arquitectura" o "cartografía", es decir un modelo formal más o menos estructurado en el que se sitúan éstos elementos y las relaciones que se establecen entre ellos.
La progresiva globalización de los mercados financieros y la influencia determinante de la economía mundial sobre las economías nacionales, que han tenido lugar durante las últimas décadas, provocan que la problemática, los desafíos y las actividades relacionadas con las finanzas, es decir, la gobernanza financiera a escala mundial, pasen a ocupar hoy en día una situación predominante, en comparación con la gobernanza de las finanzas que acontece en escalas inferiores y especialmente en detrimento de los sistemas financieros nacionales. Por ese motivo será también objeto de especial interés en esta nota.
Todo sistema financiero tiene por misión fundamental la aportación, la autorización y la valorización de crédito para la sociedad de la que forma parte. Según Dembinski la finanza es un subsistema económico que cumple tres funciones específicas: a) garantizar el tráfico de pagos; b) recolectar el ahorro y ponerlo al servicio de proyectos de inversión; y c) evaluar el riesgo, atribuirle un valor y permitir que sea asignado de forma eficiente. Según Germain a la misión principal de cualquier sistema financiero contemporáneo de asegurar el aporte de fondos para el desarrollo de la sociedad, se añade la procura de un cierto grado de equidad social y de autonomía política.
En la actualidad el sistema financiero se caracteriza por dominar al mercado económico por el mayor valor y la mayor inmediatez de sus transacciones, en un contexto en el que los dos compiten en el mismo terreno (uso de los mismos medios de cambio, concretamente el mismo sistema monetario).
Desde una óptica geopolítica, el sistema financiero mundial contemporáneo se caracteriza por una transferencia creciente de influencia hacia los países emergentes a causa de la expansión económica de sus mercados. Finalmente la Crisis financiera de 2008 ha puesto sobre la mesa el debate sobre la necesidad de una gobernanza que responda a las expectativas del conjunto de actores del sistema financiero. Según Germain se trata de determinar qué organizaciones están implicadas en la gobernanza, y cómo interactúan, mediante normas y acuerdos, en miras a producir sistemas transparentes, legítimos, eficientes y justos.
A raíz de esta crisis, un número cada vez mayor de autores (ver la sección de propuestas) concuerdan en la necesidad de dejar atrás un modelo financiero orientado hacia la maximización del corto plazo y de la especulación, y entrar en otro que recupere su función original de apoyo a la eficacia de la economía productiva como uno de los factores generadores de bienestar social.

## El papel de las finanzas en la economía (a escala mundial, nacional y local)

### Globalización de las finanzas
Según Dembinski, la globalización financiera comporta la fusión progresiva de los sistemas financieros nacionales en un sistema global emergente. Este sistema consta de dos niveles: un mercado financiero global que aporta financiación a las empresas mayores a escala mundial, y la suma de los fondos en todo el mundo que constituyen el nivel local, y que canalizan cada vez más ahorros y dinero en efectivo hacia el primer nivel. El autor señala que no es seguro, por un lado, que esta estratificación sea eficiente desde un enfoque económico, mientras por otro limita la capacidad de acceso a la financiación de las pequeñas y medianas empresas.
Dembinski apunta también que el sistema financiero ha devenido la osatura de la economía y de la sociedad contemporánea siendo que así cada vez más es el grado de solvencia el que determina cuáles son o pueden ser los derechos de las personas, las comunidades o los países. 

### Crisis financiera y agenda global
Este carácter central de las finanzas respecto de la economía, y de la economía respecto de la organización social, hace que algunos autores sitúen la crisis del sistema financiero en el marco de una crisis sistémica generalizada que afecta al conjunto de la economía, de la sociedad y del planeta, y que se manifiesta por signos tales como la pobreza y la desigualdad (entre países y en el seno de cada país), un comercio internacional regido por normas injustas que benefician solo a unos pocos, un modelo energético depredador que agota las fuentes por exceso de demanda, y el cambio climático como consecuencia de modelos de desarrollo y consumo insostenibles. Frente a todo esto, se apunta que una refundación del sistema financiero es necesaria pero insuficiente: lo que hace falta es una agenda global a escala mundial que lleve a un cambio de paradigma, y de la cual la refundación del sistema financiero global forme parte junto con otras transformaciones que lleven a "[un modelo] de globalización distinta que no solo se guíe por principios de rentabilidad, sino también de justicia, de solidaridad y de responsabilidad ante los ciudadanos." (ver la sección de propuestas)

## Liberalización financiera
El sistema financiero de la primera década del siglo XXI es el fruto de cuatro décadas de liberalización financiera, iniciado en los primeros años 1970, y que se aceleró como consecuencia indirecta de algunos acontecimientos históricos, especialmente con el desmantelamiento del bloque comunista a partir de 1989. Según Ibase se trata de un proceso doble que tiene lugar paralelamente en las escalas nacional e internacional. 
"Por un lado, la liberalización financiera nacional está centrada en la desregulación de mercados financieros nacionales y en la consiguiente modificación de los instrumentos de política económica para adaptarse a las nuevas reglas. (...) La idea que los mercados financieros totalmente libres podrían ser una amenaza fue substituida por la ideología de que los mercados no se equivocan". (...)"Cuando un país permite la libre entrada y salida del capital financiero está enviando señales a los dueños de las riquezas locales que ahora tienen una opción entre someterse a las leyes nacionales o trasladar sus operaciones a un ambiente más amistoso. Esto significa que si el gobierno de un país decide reducir la tasa de interés para estimular el crecimiento y el empleo en su economía, los dueños del capital financiero pueden optar por llevarse su riqueza a otro país más atractivo, forzando al gobierno a revertir su política económica. (...) De hecho, no es solo la libre elección de una política monetaria lo que se ve afectado. La decisión de imponer impuestos progresivos, por ejemplo, tendrá que enfrentar la reacción hostil de los inversores con respecto a dicha política. Si la política les parece inaceptable pueden simplemente huir con su capital a otro país. Esto puede ocurrir con cualquier política que no sea del agrado de inversores y rentistas. (...) La mayor parte del tiempo no es necesario que la fuga de capitales ocurra realmente. La mera amenaza de iniciar un episodio de fuga de capitales intimida lo suficiente a los gobiernos nacionales como para hacerlos reconsiderar su posición."
"Por otro lado, la liberalización financiera internacional (...) consiste en desmantelar los controles de capital para aumentar la libertad con la cual el capital financiero puede moverse a través de las fronteras nacionales". Durante la segunda década de los años 1990, "El desmantelamiento de los controles de capital expuso a aquellos países que los habían implementado a una creciente volatilidad y a crisis financieras recurrentes, entre otros efectos devastadores, sin un aumento perceptible en términos de desarrollo económico. (...) La liberalización, por lo tanto, le abrió las puertas al capital financiero, pero no al capital productivo. El capital financiero no busca oportunidades de convertirse en capital productivo sino que especula con las diferencias entre valores productivos. (...) Cuando la liquidez es abundante en los mercados financieros internacionales, como actualmente, hay un exceso de capital financiero en busca de oportunidades en todo el mundo, sobrevaluando el tipo de cambio en los países en vías de desarrollo, dificultando sus exportaciones e incluso amenazando sus niveles internos de producción frente a la competencia de las importaciones baratas".

### La escala nacional y la gobernanza financiera
Según Germain, existen dos elementos de resistencia de la escala nacional frente a la dominación del carácter global de la gobernanza financiera, estos son en primer lugar un "interés propio orientado hacia el exterior" según el cual los gobiernos favorecen el establecimiento de reglas internacionales que favorezcan sus propios intereses y los de las instituciones financieras principales de su país. El segundo elemento es un "interés propio orientado hacia el interior" según el cual los gobiernos y las instituciones financieras de un país resisten la imposición de normas y reglas internacionales que entren en conflicto con las prácticas nacionales existentes. A estos dos elementos se añade la prerrogativa de emisión de la moneda, base material del sistema financiero. 

### La gobernanza financiera local
A escala local no existen todavía de manera generalizada verdaderos sistemas de gobernanza financiera en los cuales intervienen diferentes actores. Así, al menos en África, y según Yatta las colectividades locales evolucionan en un contexto difícil caracterizado por el desfase entre las nuevas competencias transferidas por la descentralización y las cantidades asignadas en los presupuestos locales. Los presupuestos participativos son experiencias desarrolladas especialmente a escala local en todo el mundo, en los que se ha desarrollado la democracia participativa como sistema para la elaboración de los presupuestos de las entidades concernidas.

## Características del sistema financiero
- Financiarización (económica): Según Calame.[9] Las causas de la crisis financiera deben buscarse en la financiarización, es decir en el proceso de dominación, a escala internacional, del mercado de flujos financieros, sobre el mercado de intercambios de productos reales, como resultado de un peso económico mucho mayor de los primeros sobre los segundos en el contexto de un mercado indisociable. La financiarización se beneficia así de las innovaciones tecnológicas de los últimos años (especialmente internet) que han dado lugar a una aceleración del volumen de transacciones.

- Financiarización de las mentalidades: según Dembinski[10] el crecimiento ininterrumpido de la economía en la segunda mitad del siglo XX y principios del XXI la han convertido en elemento constitutivo fundamental de las sociedades, así como a la finanza en el aspecto central de la economía. Así, por un lado, la posesión de bienes y la capacidad de compra, determinan el poder y el riesgo de exclusión social y rigen los destinos de las personas. Por otro lado, en una sociedad abierta y móvil, la finanza transforma la confianza interpersonal en una pseudoconfianza en las instituciones garantizada por la liquidez de los mercados.

- Externalización del riesgo: Según Chomsky[11] el sistema no asume de forma satisfactoria los costos que un intercambio entre dos agentes puede causar a un tercero, incluyendo el conjunto de la sociedad o el medio ambiente. Esta desresponsabilización tiene como consecuencia una mayor probabilidad de aparición de crisis financieras graves y periódicas. Ignorar las externalidades de las transacciones implica, según el autor, que "el sector público asume costos y riesgos mientras el beneficio se privatiza"[12]

- Extraterritorialidad: el aumento exponencial del volumen de reservas en divisas es una innovación financiera posterior a la Segunda Guerra Mundial, y una de las características de la interdependencia económica y social que conduce a intensificar la globalización.

- Flujos de capitales y explosión de las transacciones financieras: la deuda internacional, las inversiones directas así como las transferencias de todo tipo, superan en volumen, en su conjunto, a las transacciones comerciales. La explosión de las transacciones financieras ha dado lugar a la dependencia de las sociedades occidentales respecto a las finanzas. Esto quiere decir que son especialmente sensibles a las variaciones del sistema financiero. Otras dos innovaciones financieras han acompañado esa transformación han sido: a) el aumento proporcional de los servicios en el sistema productivo de las últimas décadas, se corresponde un aumento del recurso a los productos intangibles paralelos (marketing, publicidad, transporte). b) la explosión de los fondos de pensión alimenta una demanda importante y contribuye a aumentar el volumen de operaciones financieras.

- Confusión y fusión entre moneda y finanza: entre el activo líquido cuyo mejor ejemplo es el billete de banco, y la obligación emitida por un gobierno, se sitúa una gradación de productos que hace imposible establecer una demcarcación clara entre moneda y finanza. Como consecuencia, se desdibujan también los límites entre los sectores público y privado.

- Rol creciente de las regulaciones bancarias: ante la complejidad de la actividad financiera, los bancos centrales han adquirido un protagonismo excepcional como supervisores de la regulación financiera.

- Mercados y gobiernos: el establecimiento de cambios flexibles luego de la década que siguió a la suspensión de la convertibilidad del dólar en oro, se ha acompañado de un desarrollo progresivo del mercado de cambios. Como consecuencia de ello, las opciones y decisiones de los gobiernos en materia de política económica se han expuesto directamente al veredicto de los operadores privados.,[13]

- Invención de mecanismos de beneficio a corto plazo: Estos mecanismos favorecen a agentes especuladores y dejan el valor de la producción real, y del mercado del trabajo que la acompaña, así como indirectamente a la economía pública, al vaivén del capricho de las fluctuaciones del mercado, que en ausencia de mecanismos regulatorios suficientes sufren enormemente como consecuencia de las crisis financieras.[14]

## La crisis financiera de 2008
"La crisis financiera de 2008 se desató de manera directa debido al colapso de la burbuja inmobiliaria en Estados Unidos en el año 2006, que provocó aproximadamente en octubre de 2007 la llamada crisis de las hipotecas suprime. Las repercusiones de la crisis hipotecaria comenzaron a manifestarse de manera extremadamente grave desde inicios de 2008, contagiándose primero al sistema financiero estadounidense, y después al internacional, teniendo como consecuencia una profunda crisis de liquidez, y causando, indirectamente, otros fenómenos económicos, como una crisis alimentaria global, diferentes derrumbes bursátiles (como la crisis bursátil de enero de 2008 y la crisis bursátil mundial de octubre de 2008) y, en conjunto, una crisis económica a escala internacional".
Entre las causas fundamentales de la crisis cabe destacar, según Rozo, un "desacoplamiento" entre la economía real y la economía monetaria. El autor afirma que los mercados financieros se han convertido en "campos autónomos de inversión o en "contenedores financieros", en los que se estaciona el exceso de liquidez que existe en la economía real. Estos contenedores se convierten en especulación de divisas, de obras de arte, de metales preciosos, de bienes raíces, de acciones de empresas y más recientemente hasta de petróleo y alimentos. Evidentemente, estos contenedores tienen límites y cuando los alcanzan causan la explosión de las burbujas especulativas." 
La acumulación de estos bienes ha sido facilitada por la globalización neoliberal, una alta interdependencia y una regulación global débil y permisiva (ver Basilea II) que ha promovido el aumento del riesgo y no ha sabido poner freno a la multiplicación, en la última década, de productos financieros complejos, los cuales sobreponen deudas y préstamos unos sobre otros y que, siguiendo una lógica codiciosa de aumentar sin límite los beneficios, otorgan confianza a actores de dudosa credibilidad financiera, además de privilegiar el corto plazo. La explosión de la burbuja inmobiliaria global (Crisis de las hipotecas subprime), resultado de años de frenesí especulativo en este sector, ha sido el detonador de la crisis financiera. 
Las consecuencias complejas y catastróficas de esta crisis parecen dar la razón a autores que, como Delors, consideran que la autorregulación de los mercados es imposible o imperfecta y que con la globalización las distorsiones financieras acaban por afectar al conjunto de las economías y de las sociedades a escala planetaria. Otra corriente va más lejos y considera que el conjunto del modelo capitalista ya es insalvable. Así por ejemplo D'Escoto afirma que estamos frente a una "crisis sistemática" producida por un sistema "carente de ética" que "ya no puede más". Según el presidente de la Asamblea General de la ONU, "el capitalismo lleva en sí el gen de la autodestrucción".
La crisis financiera de 2008 tuvo lugar en los países históricamente industrializados pero fue precedida, en los años 90, por crisis financieras en los países emergentes, especialmente de Asia y de América Latina. Al igual que la crisis de 2008 se trataba de crisis de liquidez, resultado de una alteración de las condiciones del mercado financiero sin conexión causal con la economía real.
Como salida a la crisis, el billón largo de dólares acordado para el estímulo financiero de la economía internacional es más de lo que se manejaba en los debates previos y es, sin duda, el mayor plan fiscal concertado de la historia. Muchos analistas prevén una recuperación del crecimiento económico y por tanto una salida de la crisis, en la mayoría de países afectados, hacia 2010.

## Gobernanza de las instituciones financieras
Las instituciones internacionales con peso mayor en las finanzas mundiales son el Fondo Monetario Internacional, el Banco Mundial, la Organización Mundial del Comercio y el G7, reconvertido recientemente en G20. 
En otro lugar, no por ello menos importante, se sitúan los organismos reguladores, es decir aquellos cuya función exclusiva es la producción de normas sobre la organización de la finanza y la vigilancia sobre su cumplimiento, sin intervenir directamente en el mercado financiero.
Según sus críticos, la gobernanza de todas estas instituciones se caracteriza por su poco nivel de democracia y por ser "símbolos de una gobernanza mundial considerada ilegítima". Concretamente, el mundo en vías de desarrollo está subrepresentado, a pesar de la importante reforma que tuvo lugar con posterioridad a la crisis financiera de 2008 y que consistió en la inclusión de varios países emergentes en el G7, reconvertido en G20. Este flagrante "déficit democrático", en palabras de Ibase "no impide que [estas instituciones] tomen decisiones que afectan profundamente la vida y el bienestar de las sociedades excluidas de las negociaciones". Por otro lado sus acciones han sido consideradas ineficaces, contraproducentes y catastróficas, especialmente desde la perspectiva de las políticas sociales de los países en desarrollo."
Es importante constatar también la jerarquía que se establece entre estas instituciones en el marco de la gobernanza mundial. Concretamente, la independencia del FMI, el BM y la OMC respecto de la tutela de las Naciones Unidas resulta en un equilibrio de poder favorable a aquellos primeros y a sus políticas neoliberales, y convierte a la ONU en un actor con influencia secundaria o simplemente testimonial, en la promoción del desarrollo internacional.

### Las instituciones financieras internacionales (IFI)
- El Fondo Monetario Internacional (FMI)

El Fondo Monetario Internacional fue definido por la Conferencia de Bretton Woods al final de la Segunda Guerra Mundial con el objetivo de regular el sistema monetario de cambios fijos. Sin embargo, el abandono de este sistema en los años 1970 hizo evolucionar la misión de esta institución. Hoy en día continúa regulando el sistema financiero al mismo tiempo que ayuda a los países en desarrollo aportando fondos para que superen las crisis eventuales debidas al déficit en sus balanza de pagos.
Estos créditos, a menudo imprescindibles para los países en cuestión, se han ofrecido como contrapartida de ciertas condicionalidades (en el marco de las llamadas políticas de ajuste estructural) cuyo objetivo había de ser el equilibrio de la balanza de pagos, si bien su coste social elevado a menudo ha impedido a estos países de salir de la espiral del subdesarrollo, o incluso ha ayudado a agravarla. 
El sistema de voto del FMI se basa en el tamaño de las inversiones de capital de los países miembros. Así, los miembros del G7 controlan el 45% del poder de voto, de los cuales los Estados Unidos controlan el 17% lo que les da un poder de veto de facto. Así, el FMI ha sido criticado por su postura en defensa de los intereses de los países occidentales y concretamente de Estados Unidos. Según Bello, fue el caso cuando Japón, para prevenir la crisis financiera de 1997, propuso la creación de un Fondo Monetario Asiático, que otros países de la región saludaron como una buena iniciativa. Sin embargo, el FMI y los Estados Unidos se opusieron ferozmente a ello.
Según Gonçalves "la experiencia histórica muestra que los programas dirigidos por el FMI tienden a conducir a los países en vías de desarrollo hacia un camino de inestabilidad y de crisis. En conjunto, [estas] crisis van más allá de la dimensión económica produciendo problemas sociales y rupturas políticas e institucionales en los países en vías de desarrollo".
Luego de la Cumbre del G-20 de Londres, de abril de 2009, se acordó el fortalecimiento del FMI, mediante la inyección de una enorme cantidad de fondos para actuar como prestamista de última instancia, y también se le otorgó un papel central de vigilancia del sistema financiero junto al nuevo Consejo de Estabilidad Financiera. Al mismo tiempo el FMI recibió el encargo de aumentar su eficacia y transparencia, representar mejor a los países en desarrollo y acabar con las condicionalidades leoninas que acompañaban a sus créditos.
- El Banco Mundial (BM)

El Banco Mundial es la institución "gemela" del FMI nacida también en la Conferencia de Bretton Woods, con el objetivo de reducir la pobreza mediante préstamos de bajo interés, créditos sin intereses a nivel bancario y apoyos económicos a los países en desarrollo. Fue creado inicialmente con el fin de ayudar a la reconstrucción europea durante la posguerra, ampliando más tarde sus funciones en el campo del desarrollo y haciendo evolucionar su organización hacia lo que hoy en día se conoce como el Grupo del Banco Mundial, formado por las agencias siguientes: Banco Internacional de Reconstrucción y Fomento; Asociación Internacional de Fomento; Corporación Financiera Internacional; Organismo Multilateral de Garantía de Inversiones; Centro Internacional de Arreglo de Diferencias Relativas a Inversiones.
El valor del voto en el Banco Mundial se organiza también mediante las subscripciones de capital que son proporcionales a la riqueza de cada país representado. Así, los Estados Unidos controlan el 16,39% del poder de voto, Japón el 7,86%, Alemania el 4,49%, Francia, el Reino Unido e Italia el 4,30%, etc.
La autonomía de las instituciones de Bretton Woods le viene dada desde su fundación. Estas son consideradas "agencias especializadas" según la Carta de la Organización de las Naciones Unidas (ONU) de 1945 y la naturaleza de su relación con la ONU, estipulada en los respectivos convenios de relación, afirma la autonomía de las IFI en los asuntos de su competencia. Esta independencia organizativa de estas instituciones y su gobernanza favorable a los países más industrializados ha tenido enormes consecuencias para la política económica y para el desarrollo social y económico del planeta, especialmente en los países en desarrollo. Así mismo, también impidió en gran medida que las instituciones asumieran las tareas para las que fueron creadas en un principio: asegurar la estabilidad de las grandes monedas, y facilitar la reconstrucción de la posguerra. Su mandato se vio limitado desde el principio por los Estados Unidos que no aceptaron las propuestas de Keynes de instaurar un sistema monetario mundial. Concretamente el FMI perdió después de 1971 la función de estabilización del sistema de tasas de cambio
- Otras instituciones financieras internacionales

Entre las instituciones financieras que actúan a escala internacional cabe destacar también los bancos de desarrollo regionales (Banco Interamericano de Desarrollo; Banco de Desarrollo Asiático; Banco Africano de Desarrollo; Banco Europeo para la Reconstrucción y el Desarrollo; etc.), los bancos de desarrollo bilaterales como la Compañía Financiera Holandesa para el Desarrollo, y otras instituciones financieras a escala regional como el Banco Europeo de Inversiones; Banco de Desarrollo del Mar Negro; Banco Islámico de Desarrollo; etc.)

### Otras instituciones con influencia en el sistema financiero
- La Organización Mundial del Comercio (OMC)

La OMC supervisa los acuerdos comerciales internacionales mediante la definición de las reglas del comercio entre los Estados miembros. La OMC sucedió en 1995 al Acuerdo General sobre Aranceles y Comercio (GATT por sus siglas en inglés) que a su vez fue fundado en 1947. EL propósito fundamental de la OMC en la práctica ha sido reducir o eliminar completamente las barreras internacionales al comercio (proceso de liberalización financiera).
Otros objetivos de la OMC, como foro de negociaciones comerciales multilaterales, son: 
- Administrar los procedimientos de solución de diferencias comerciales (disputas entre países).
- Supervisar las políticas comerciales.
- Coordinar las políticas económicas para desarrollar la demanda y el empleo especialmente de los países de menores ingresos.[30]
- Cooperar con el Banco Mundial y el FMI con el objetivo de lograr una mayor coherencia entre la política económica y comercial a escala mundial.

Dos acuerdos de creación reciente y de importancia fundamental, desarrollados y administrados por la OMC son: el Acuerdo General sobre Comercio y Servicios (AGCS); y el Acuerdo sobre los Aspectos de los Derechos de Propiedad Intelectual relacionados con el Comercio (ADPIC). El primero abre al capital privado, a escala mundial, servicios hasta ese momento considerados públicos en muchos países, como la educación y la sanidad. El segundo implica la intervención de la OMC en el campo de la definición de la propiedad.
El sistema formal de voto en la OMC es el sufragio universal por país miembro (un país, un voto). Sin embargo, una práctica corriente (y por otro lado uno de los aspectos de la OMC más criticados por los países en desarrollo y por los movimientos sociales) es la toma de decisiones anticipada entre los países más poderosos (las llamadas negociaciones de la "sala verde")
 e impuestas indirectamente a los demás países.
- El G20

El Grupo de los 20 o G-20, es un grupo de países formado en 1999 por los ocho países más industrializados (G-8), once países recientemente industrializados de todas las regiones del mundo, y la Unión Europea como bloque.
Por un lado se argumenta que el G20 es más representativo que el G8, pues representa el 70% de la población mundial. Así, "la Cumbre del G-20 ha sido la primera en la que las grandes economías emergentes como China, Brasil, India o México se sientan a la mesa en igualdad de condiciones con las más poderosas"
Pero por otro lado los críticos argumentan que el G20 no tiene derecho a tomar decisiones que conciernan a todos porque representa a un grupo de estados elegidos al azar. Concretamente, los países o regiones más pobres no tienen representación en él. El G20 no dispone de una Carta y sus discusiones no se hacen públicas, lo cual hace de él una institución no democrática.".

### Los organismos reguladores
Los organismos reguladores (...) son asociaciones de autoridades administrativas del sector financiero. Tienen en común su naturaleza técnica: son agencias especializadas en la regulación y supervisión del mercado financiero. 
La labor de estos organismos reguladores se encamina, más que a crear un Derecho uniforme, a establecer unos principios básicos, unos criterios profesionales, que impulsen la reforma de los distintos ordenamientos nacionales.
Las resoluciones e informes técnicos de los organismos internacionales de regulación y control financiero son trasladadas a través de los supervisores financieros a los foros regionales. En estos foros se adoptan acuerdos y aprueban decisiones tendentes a la aplicación en sus territorios de los criterios internacionales. Entre estos foros regionales destaca el que forma la Unión Europea. Muchas de sus directivas y reglamentos en materia financiera son fiel reflejo de los acuerdos adoptados internacionalmente. Se ha criticado la falta de legitimidad democrática de estos organismos para dictar estándares internacionales aplicables en Derecho interno. Es un hecho que los parlamentos nacionales se convierten en meros receptores de las decisiones adoptadas por estos organismos, reconociendo de este modo su incapacidad técnica para ordenar el mercado financiero
Estas asociaciones contribuyen con sus trabajos a la estandarización de los contratos financieros reduciendo el coste de las transacciones y aumentando la liquidez en los mercados. Muchos de los productos utilizados en la crisis subprime carecían de esta estandarización, por lo que sus riesgos resultaban difíciles de medir y, a la postre, esta falta de claridad ha dañado su liquidez."

#### El Foro de Estabilidad Financiera y el Consejo de Estabilidad Financiera
El Foro de Estabilidad financiera fue creado en 1999 para promover la estabilidad financiera internacional a través de un mayor intercambio de información y la cooperación en la supervisión financiera y la vigilancia de los mercados. Objetivos de esta institución son también la mejora del funcionamiento de los mercados y la reducción del riesgo sistémico.
Está formado por altos representantes de las instituciones financieras internacionales, las agrupaciones internacionales de los reguladores y supervisores, comités de expertos de los bancos centrales y las autoridades nacionales encargadas de la estabilidad financiera. Los miembros originales fueron el G-7, más otros cinco países que representan importantes centros financieros. 
El FEF es una institución creada como consecuencia de las crisis financieras de los años 1990, con la misión especial de evitar o atenuar los efectos de las crisis futuras. Sus informes de recomendaciones al G-7 han sido considerados como excelentes si bien se han criticado las dificultades en su implementación.
En la Cumbre del G-20 de Londres de abril de 2009 se decidió crear un sucesor del FEF, el Consejo de Estabilidad Financiera (CEF). El CEF incluye los anteriores miembros del FEF y admite como nuevos miembros al resto de países del G20, a España y a la Comisión Europea.
Se espera que el CEF cumpla, en cooperación con el Banco de Pagos Internacionales y con el Fondo Monetario Internacional, las tareas siguientes:
- Vigilancia de los riesgos macroeconómicos y financieros, remodelación de los sistemas de regulación
- Asegurar que las instituciones, las herramientas y los mercados financieros son sistemáticamente supervisados. Eso incluye entre otros los fondos de inversión libre (hedge funds), los mercados de derivados y los paraísos fiscales[37]

#### El Banco de Pagos Internacionales
El Banco de Pagos Internacionales (BPI) es una organización que fomenta la cooperación financiera y monetaria internacionales y sirve de banco para los bancos centrales. No rinde cuentas ante ningún gobierno. El BIS cumple su mandato funcionando como:
- foro de discusión y análisis de políticas entre los bancos centrales y dentro de la comunidad financiera internacional;
- centro de investigación económica y monetaria;
- importante aval de los bancos centrales en sus transacciones financieras;
- agente o administrador de operaciones financieras internacionales.

"El BIS fue creado en 1930 para manejar el pago que Alemania debería efectuar a los aliados, relativo a las indemnizaciones de guerra. Estas indemnizaciones nunca fueron realmente pagadas, y el BIS se convirtió en el lugar de encuentro de las autoridades monetarias de los países desarrollados, donde se podían discutir problemas y estrategias comunes"
El BIS alberga algunos comités como el Comité de Basilea

#### El Comité de Basilea
Comité de Basilea, denominación usual del Comité de Supervisión Bancaria de Basilea (BCBS por sus siglas en inglés). Es la organización mundial que reúne a las autoridades de supervisión bancaria, cuya función es fortalecer la solidez de los sistemas financieros. "El Comité de Basilea mantiene contactos con supervisores no miembros del Comité a través de consultas, capacitación técnica y cooperación instrumentada a través de comités regionales. Por ejemplo, sus trabajos se desarrollan en estrecha colaboración con el Grupo de Contacto de la Autoridades de Supervisión Bancaria de la Unión Europea, e inspiran muchas de las reformas del Derecho bancario comunitario".
Junto con el BPI, el BCBS ha estado formulando, desde los años 1980, las estrategias fundamentales que se han ido empleando en la regulación de bancos y conglomerados financieros que incluyen bancos. A pesar de existir desde los años 1970, fue solo a fines de la década de 1980 que el BCBS se convirtió en el principal regulador bancario mundial.
El Comité de Basilea está constituido por representantes de las autoridades de supervisión bancaria de los bancos centrales de los países del G7 y de otros 6 países más de Europa Occidental. Este carácter restringido y no representativo se debe a que es un grupo de consulta informal sin poder real de decisión o aplicación aunque, según sus críticos, sirve para que algunos países poderosos puedan mantener la participación en importantes foros exclusivos. Su influencia fundamental sobre las finanzas se puso de manifiesto con la publicación de dos acuerdos que han servido de guía internacional para la regulación financiera internacional de las 2 últimas, los llamados Basilea I y Basilea II

#### Otros organismos reguladores
- La Organización Internacional de Comisiones de Valores (OICV-IOSCO)
- La Asociación Internacional de Supervisores de Seguros (AISS-IAIS)
- La Asociación internacional de Swaps y derivados
- La International Capital Market Association, (ICMA),
- La Securities Industry and Financial Markets Association (SIFMA).

#### El Foro Conjunto de Conglomerados Financieros
La aparición de conglomerados financieros, es decir, de complejas empresas financieras transnacionales que operan en varios subsectores del mercado, unida a la creciente desaparición de las barreras que separaban el ejercicio de las distintas actividades financieras, refuerza la necesidad de coordinar la actuación de los organismos de supervisión de carácter sectorial. Por este motivo, el Foro Conjunto de Conglomerados Financieros, creado en 1996, reúne el BCBS, el IOSCO y el IAIS. Este foro conjunto ha recibido el mandato específico de identificar los principios básicos comunes a la supervisión de los tres sectores financieros más importantes (banca, seguro e inversión), partiendo de la comparación de los principios sectoriales recientemente publicados. También tiene la misión de analizar cuestiones de interés común a los tres sectores, como son las relativas a la gestión del riesgo, los controles internos, el gobierno societario, la externalización de actividades y la noción de las distintas actividades financieras.
La crisis subprime ha puesto en evidencia las insuficiencias del sistema establecido por estos comités para proteger la estabilidad financiera internacional. Estas insuficiencias han sido analizadas con el fin de proponer un nuevo marco protector de la estabilidad financiera.

## La regulación financiera
"La regulación internacional de los mercados financieros está en proceso de construcción. La globalización y financialización de la vida económica no han venido acompañadas de un régimen internacional de las finanzas. Han sido los técnicos y los profesionales quienes han reaccionado, creando comités y asociaciones para adoptar acuerdos tendentes a dar seguridad a las transacciones.
La reciente crisis subprime ha puesto de relieve las debilidades del sistema, como la falta de control de los productos financieros más complejos, los conflictos de interés que plantean algunos sistemas de remuneración de los intermediarios o la necesidad de regular a las agencias de rating y a otros guardianes del mercado. Las primeras respuestas vienen de nuevo de los comités profesionales. Optan por la prudencia, evitando una sobrerreacción ante los efectos de la crisis."
- Características de la regulación

"La perfección de los contratos, sus sistemas de garantías y la ejecución de los mismos tienen lugar a través de sistemas centralizados y encadenados, cuya naturaleza jurídica está todavía por determinar. En esta forma de regular el mercado financiero, el poder se desplaza de los Tribunales que aplican el Derecho privado a los organismos profesionales y firmas globales de abogados, y sistemas de arbitraje internacional, que aplican los complejos acuerdos y desarrollos técnicos elaborados por los supervisores y la industria financiera."
La principal debilidad de esta forma de regular y aplicar las normas es su déficit democrático. Las normas se adoptan y aplican por sujetos privados en defensa de sus propios intereses corporativos. Para evitar este problema de falta de legitimación, se asumen compromisos protectores de los intereses generales, como el de consulta pública de todas las iniciativas relativas a la regulación del mercado financiero. Es el caso en la Unión Europea con el llamado sistema Lamfalussy.
- Naturaleza de la regulación

"Los acuerdos de los organismos internacionales de regulación financiera no son fuente del Derecho. Ni sus firmantes actúan en representación de los Estados. No parece necesario insistir en que los bancos centrales, las comisiones de valores, los supervisores de seguros o las asociaciones de bancos de inversión, carecen de poder para concluir verdaderos acuerdos internacionales. Este tipo de acuerdos constituye una de las expresiones más relevantes de soft law, es decir, de estándares y normas de conducta profesionales creados al margen de los parlamentos de los Estados nacionales. Son reglas técnicas que sin tener la naturaleza de ley tienen sin embargo el efecto de regular las finanzas internacionales. Forman parte de la nueva lex mercatoria de las finanzas internacionales, surgida de los operadores globales. Dan respuesta uniforme a las necesidades que plantea el mercado financiero en una economía globalizada. Los estándares proliferan y tienen éxito por su pragmatismo. Al fin y al cabo, dan solución a los problemas que plantean las finanzas internacionales.
Son acuerdos que gozan de un elevado rigor técnico. El detalle de la regulación es en gran medida el resultado del asesoramiento que prestan las grandes firmas abogados anglosajonas a los bancos de inversión y demás operadores globales. Ninguna operación financiera internacional de cierto volumen se realiza sin su participación. Han colonizado el Derecho financiero global Ofertas públicas en sus diversas modalidades, fusiones y adquisiciones, y tantas otras operaciones financieras son diseñadas con la participación de estas firmas globales. Su crecimiento ha sido paralelo al desarrollo de los mercados financieros. Los Estados nacionales no han sabido regular y ordenar los nuevos mercados e instrumentos financieros, y ocupando su lugar las firmas globales han pasado a actuar de hecho como verdaderos reguladores de los mercados financieros internacionales. Representan la cultura de la élite legal. Del mismo modo que Napoleón colonizó Europa con sus códigos, las grandes firmas de abogados pueden estar llevando a cabo una nueva forma de neo-colonialismo."
- Papel de la autoregulación

"Los Estados y los organismos internacionales asumen como propios los estándares y las mejores prácticas de la industria financiera. De este modo, mediante una autorregulación regulada se transforma la regla privada en norma pública.
La autorregulación adopta diversas modalidades. Comprende desde los códigos de conducta de la industria, a reglas técnicas o de mejores prácticas profesionales. Un ejemplo de autorregulación regulada es el que se da en la Unión Europea. En la Unión Europea son frecuentes las remisiones a las “prácticas de mercado aceptadas”, para delimitar la conducta que deben mantener en el mercado los intermediarios y operadores.
Desde el punto de vista de la eficiencia de la regulación y de su adaptación a las cambiantes condiciones del mercado, resulta inadecuado fijar en la norma legal la conducta que los operadores deben mantener en el mercado. Se opta por reconocer las prácticas aceptadas en el mercado como criterio delimitador de la actuación que se debe mantener. Dichas prácticas deben ser aceptadas por el regulador atendiendo al mejor funcionamiento del mercado. Para determinar las prácticas que van a resultar exceptuadas del abuso de mercado, hay que tener en cuenta el punto de vista de todos los participantes en el mercado, incluidos los consumidores.20 No puede admitirse que la industria, una de las partes de la relación, imponga su conducta a la otra, es decir, a los consumidores, como parte más vulnerable."

### Los acuerdos de Basilea
- Acuerdo de Basilea I

Este conjunto de recomendaciones publicado en 1988 "era una medida de objetivos limitados dirigida a un pequeño grupo de bancos activos internacionalmente que competían en los mismos mercados, para eliminar ventajas competitivas injustas resultantes de discrepancias relacionadas con los regímenes reguladores". Este acuerdo "era simple y establecía que los supervisores nacionales debían exigir a los bancos activos internacionalmente que mantuvieran un valor neto (capital propio) en la proporción de un 8% de sus activos considerados de alto riesgo (el riesgo era determinado por el comité mismo, y añadido al anexo del acuerdo)".
"A pesar de que Basilea I fue creado para ser aplicado, a los países más ricos, se convirtió en norma habitual de todos los bancos en (casi) todos los países (...) A mediados de la década de los 1990, más de 120 países habían adherido a Basilea I o tenían la intención de hacerlo después de un cierto período de transición. (...) Sin embargo, se reconoció la necesidad de una modificación profunda de Basilea I que permitiera crear regulaciones apropiadas para ser adoptadas por un gran número de países"
- Acuerdo de Basilea II

El propósito de este acuerdo, publicado inicialmente en 2004, es "la creación de un estándar internacional que sirva de referencia a los reguladores bancarios, con objeto de establecer los requerimientos de capital necesarios, para asegurar la protección de las entidades frente a los riesgos financieros y operativos".
"El acuerdo de Basilea II es muy complejo. Además de determinar requisitos de capital diferenciados para diferentes clases de bancos, también dirige la acción de supervisores y define los requisitos de acceso a la información. Basilea II depende de tres pilares: coeficientes de capitales basados en riesgo, supervisión y disciplina de mercado. La sección más importante del nuevo texto se refiere a los requisitos de capital.(...) [L]os supervisores realizan más funciones. Evalúan la calificación de riesgo, los sistemas gerenciales, y la estructura administrativa del banco para implementar la estrategia de riesgo y para manejar aquellos riesgos que no hayan sido tratados explícitamente en el nuevo acuerdo, como los riesgos de liquidez."
Entre las críticas a Basilea II, según Ibase, cabe destacar:
- El Acuerdo recoge las que se consideran mejores prácticas desarrolladas por los bancos privados para medir y administrar los riesgos. Estas prácticas se encuentran en la parte central de los métodos fallidos con que se preparó la base para la crisis financiera de 2008, lo que muestra la estrategia errada y el fracaso del acuerdo aun antes de ser adoptado a nivel mundial.
- A pesar de todo, las posibles consecuencias de gran alcance más allá de la búsqueda de la estabilidad financiera: Se espera que los países acepten y pongan en práctica esas reglas, aun cuando no fuere requerida su contribución para la elaboración del acuerdo. La participación se restringió a los miembros más ricos de los países ricos.
- La aplicación puede conducir a un aumento de la inestabilidad financiera, dado que los requisitos reguladores de capital están expuestos a un riesgo mayor.

## Críticas a la gobernanza actual de las instituciones financieras

### Inadaptación a los cambios históricos
"Desde hace 50 años las Instituciones Financieras Internacionales han atravesado una larga historia económica y política. El contexto en que trabajan y su verdadero rol han evolucionado radicalmente sin que su mandato y su modo de funcionamiento hayan evolucionado paralelamente. Las IFI han mantenido una estructura básicamente no modificada a pesar de la evolución radical de su entorno."

### Remedios ineficaces, contraproductivos, y selectivos
Las IFI han promocionado remedios contraproductivos: la receta más ampliamente generalizada para combatir tanto la pobreza (Banco Mundial) como las crisis financieras (FMI) ha sido la liberalización de los mercados, y en la práctica ésta ha favorecido en la mayoría de casos inversiones financieras de tipo especulativo en lugar de inversiones de tipo productivo. Como ejemplo se puede citar Malasia, país que ha sufrido en mucha menor medida las consecuencias de la crisis financiera asiática en 1997, por no haber seguido la receta de la liberalización y aplicar una política intervencionista en su lugar.

### Control de la economía mundial en beneficio de unos pocos
"Los críticos argumentan que el FMI y el Banco Mundial han jugado un rol fundamental en la formación y consolidación del orden neoliberal. Mediante la imposición de los programas de ajuste estructural, han sido los iniciadores de políticas sociales catastróficas para la población: privaitzación de la sanidad, privatización de la educación, privatización de los servicios públicos, liberaliación forzada del comercio, todo en perfecta concordancia con la política comercial y las reglas liberales de la OMC." 
"El FMI y el BM son instituciones que han obedecido a los intereses de los países más desarrollados y cuyo objetivo principal ha sido, entre otros, el recubrimiento de los intereses de la deuda, la sumisión de todos los países a las reglas jurídicas de la dereglamentación al tiempo que asegurar la liberalización de los movimientos de capitales, la dimisión de los poderes públicos de cualquier forma de control democrático de la economía nacional. Junto con la OMC han sido, en substnacia, los guardianes institucionales de los intereses privados y los pilares políticojurídicos del sistema liberal mundial. Ha sido la nueva forma de colonialismo: la dominación de los poderosos se ha manifestado y se ha escondido bajo la toma de decisión en el seno de organismos multilaterales económicos, financieros y comerciales".

### Déficit democrático y de transparencia
Entre las instituciones financieras, el Banco Mundial y el Fondo Monetario Internacional son las más poderosas del mundo. La liberalización de los mercados ha reducido progresivamente la capacidad de maniobra de los estados en su propia política económica. En compensación, esta autoridad decreciente no ha sido remplazada por un poder democrático a escala multilateral. Las Instituciones Financieras Internacionales (IFI) presentan un "déficit democrático" de las instituciones que ejercen la gobernanza mundial afecta crecientemente a la población planetaria que supuestamente representan.
Por otro lado, los mecanismos de rendición de cuentas de las IFI son inexistentes o inadaptados. A escala estatal son los gobiernos que rinden cuentas a los poderes legislativos, y a escala internacional son las organizaciones intergubernamentales que informan a unos consejos intergubernamentales constituidos por representantes de los gobiernos.
Aunque la autoridad y las prácticas legislativas varían en cada país, la amplitud de la vigilancia democrática de los poderes legislativos nacionales sobre el Banco Mundial y el FMI es débil, según una encuesta llevada a cabo por varios actores de la sociedad civil internacional Los legisladores, así como los ciudadanos que representan, no tienen apenas influencia y son apenas consultados sobre las cuestiones relativas con el Banco Mundial y el FMI. He aquí algunas de las principales conclusiones de la encuesta: 
- En la mayoría de casos, los representantes legislativos no participan en la selección de los altos funcionarios nacionales de las instituciones de Bretton Woods.
- Las prioridades y la toma de decisión a escala nacional son en la práctica competencia del poder ejecutivo. Así, el administrador del Banco Mundial y del FMI correspondiente pueden participar en diferentes grados en la toma de decisión.
- El establecimiento de prioridades y la toma de decisión a nivel de las circunscrpciones de varios países, tienen lugar de forma puntual y no transparente.
- Los informes anuales sobre las actividades de los gobiernos en las instituciones de Bretton Woods no son objeto de ningún análisis por parte de los legisladores.
- La participación de la sociedad civil en las actividades de las IBW se limita esencialmente a consultas especiales con ocasión de los encuentros de primavera u otoño de estas instituciones.
- Los gobiernos no efectúan auditorías independientes sobre sus obligaciones financieras hacia las IBW.
- Los parlamentarios tienen un acceso limitado a las IBW, debido a sus políticas restrictivas en materia de acceso a la información.[42]

La transparencia y la democracia tienen que llegar también a los organismos reguladores como el Comité de Basilea, entre otros. Para ello hace falta, según IBase, un primer esfuerzo de la sociedad civil para autocapacitarse, difundir informaciones y presionar en esa dirección a los gobiernos para tomar una posturam ás eficiente y responsable.

### Complejidad
En lugar de una reglamentación centralizada y coherente fruto de una acción coordinada entre las instituciones financieras, se da una multitud de leyes, normas, tratados, instituciones y acuerdos a menudo mal coordinados entre ellos. "La subdivisión del sistema en tres sectores: banca, valores y seguros, hace tiempo que ya no corresponde a la realidad compleja de los mercados financieros internacionales. El resultado de este acuerdo tripartito, combinado con la existencia de organismos internacionales con responsabilidades que se solapan entre ellas, es una red enormemente complicada de instituciones y comités sin lógica ni estructura evidentes"

### Limitaciones institucionales
"No existe ni un Banco Central ni una entidad de supervisión financiera con competencias globales (...). El Fondo Monetario Internacional (FMI) viene afrontando su propia crisis de identidad y legitimidad; y el Banco de Pagos Internacionales (BPI) es una mera asociación de Bancos Centrales nacionales con importantes pero muy limitadas funciones. (...)
Por otro lado, ante la crisis financiera de 2008 ha sido destacado la gravedad del hecho de la nula capacidad de reacción de las Naciones Unidas". (...) Así, la autonomía de las IFI y su servicio a los intereses de los países más poderosos, ha relegado a la ONU a un segundo plan en la arquitectura de la gobernanza mundial. 

### Incumplimiento del derecho internacional
Las Instituciones Financieras Internacionales (IFI) han sido también criticadas por incumplimiento del derecho internacional, durante el tiempo que apoyaron abiertamente, entre otros, el régimen criminal racista del apartheid sudafricano, y las dictaduras argentina, chilena, indonesia… todas con un lastre pesado de crímenes contra la humanidad: torturas en masa, violaciones, ejecuciones, desapariciones…

## Gobernanza corporativa
"La gobernanza corporativa es el conjunto de procesos, hábitos, políticas, leyes e instituciones que determinan la forma en que una corporación o compañía es dirigida, administrada o controlada. La gobernanza corporativa incluye también las relaciones entre los diversos actores implicados y los objetivos para los cuales la compañía se gobierna. Los actores más importantes son los accionistas-miembros, el equipo de gestión y el equipo de dirección. Otros actores son los empleados, clientes, acreedores, proveedores, reguladores, y otros en general.
La gobernanza corporativa tiene múltiples facetas. Algunos aspectos son: la rendición de cuentas de los individuos relacionados con la compañía, la eficiencia económica desde la perspectiva de los accionistas así como las diferentes culturas accionariales alrededor del mundo. 
Desde el año 2001 existe un renovado interés en las prácticas de gobernanza corporativa de las corporaciones modernas, especialmente a causa del colapso de un cierto número de grandes empresas de Estados Unidos como Enron y MCI Inc."
- Gobernanza corporativa de las entidades bancarias

El proceso de gobernanza financiera de las entidades bancarias cuenta con cuatro actores fundamentales:
- El consejo de administración
- El comité de verificación
- El verificador externo
- La dirección (incluyendo responsables financieros y no financieros de la compañía)

Estos actores deben considerar sus papeles y responsabilidades así como su interacción y la forma de trabajar juntos. La calidad de la información financiera y de la empresa viene determinada por la eficacia de la colaboración entre estos actores.

## La gobernanza financiera alternativa y solidaria
Algunas prácticas de finanza solidaria se han ido desarrollando desde hace décadas como herramientas de lucha contra la pobreza, la exclusión y el paro. A pesar de que no todas las iniciativas que se definen como finanza solidaria tienen como prioridad en la práctica estos objetivos sociales. "La finanza solidaria tiene por misión utilizar las herramientas financieras para un desarrollo equitable y sostenible. Tiene por visión a largo plazo aumentar el capital social. Sus actores son múltiples y tienen técnicas, comportamientos y modos de acción diferentes, pero juntos dan lugar a la emergencia de una identidad específica de la finanza solidaria. Tiene por competencias la capacidad de pensar globalmente, de unir individuos y actores en torno a una actividad financiera, de conocer las necesidades de los actores económicos individuales y de las comunidades, cualquiera que sean sus condiciones económicas y sociales. La función del financiero solidario consiste en financiar actividades y personas en el marco de un interés general, garantizando la observancia del capital social. La finanza solidaria actúa en un entorno de pobreza, de exclusión o de dificultad de acceso a servicios financieros."
Debido a que no existen a escala mundial prácticas de finanza solidaria de manera generalizada, no puede hablarse aun de cómo sería una gobernanza mundial de la finanza solidaria. Si a escala local son los lazos sociales y el capital social los que aseguran una finanza social eficaz, en el Foro Social Mundial de Porto Alegre se lanzó la idea de crear un "Banco Mundial solidario": no se trataba de una copia alternativa al Banco Mundial sino de "enlazar las experiencias existentes, confrontarlas, y hacer alianza entre ellas para aumentar de escala. Pero para la creación de una red entre actores de una finanza solidaria se precisa de un marco que articule cuatro componentes: la recolecta de un ahorro solidario junto con la mobilización de fondos públicos y privados (sobre todo en los países del Norte), la transferencia de crédito mediante "herramientas" financieras (fondos de inversión, fondos de garantía), la intermediación bancaria en los países en desarrollo y para acabar la implementación de experiencias locales de ahorro y/o de crédito"

## Posturas oficiales
Las posturas oficiales ante la crisis financiera de 2008 determinan en gran medida la visión de las instituciones internacionales, de los estados y de otros actores sobre el tipo de gobernanza financiera necesaria en el futuro. IBase considera que según la visión oficial "el sistema es bueno y puede mejorarse con el ajuste de algunas tuercas y tornillos (...) Así el Foro de Estabilidad Financiera propone normas más estrictas para conducir a las agencias de calificación crediticia, pero no su inhabilitación. El Comité de Basilea considera elevar los coeficientes de capital además de perfeccionar las fórmulas usadas para calcular esos coeficientes de modo que se contemplen los problemas de liquidez, etc."
"En círculos oficiales funcionarán dos procesos paralelos a lo largo de los próximos meses o años. Uno procurará medidas y programas para mitigar los efectos de la crisis financiera y de la recesión en la economía real. Esto tendrá lugar a nivel nacional y en algunos casos sobre una base regional. (...) El otro procurará diseñar una nueva arquitectura financiera. Este proceso multilateral se inició el 15 de noviembre en Washington y continuará durante meses, si no años."

### De las instituciones financieras internacionales
Los asistentes a la Cumbre de Washington del G20 de noviembre de 2008, prevén los ajustes que se recogen en los siguientes temas: 1. Fortalecer la transparencia y la responsabilidad en los mercados financieros ; 2. Mejorar la regulación; 3. Evaluar de forma transparente los sistemas regulatorios nacionales; 4. Promover la integridad en los mercados financieros; 5. Intensificar las cooperación internacional; y 6. Reformar las instituciones financieras internacionales, aumentando el número de miembros de los países emergentes.
Según IBase, con ello el G20 trata de perpetuar el proceso de liberalización, mostrando confianza a en los instrumentos utilizados hasta ese momento, como la gestión de riesgo privada o las agencias calificadoras de crédito. Así, el cambio de rumbo geopolítico que implica la abertura de algunas de las instituciones, como el Foro de Estabilidad Financiera y el propio G20, a los países emergentes, no fue acompañado de un cambio de rumbo en las estrategias reglatorias ni en la democratización de la toma de decisiones sino que sirvió para legitimar las instituciones que produjeron la crisis, así como para reafirmar su "compromiso con una economía global abierta(...)".
Según otra fuente el mejor avance a largo plazo en esta cumbre es "el acuerdo sobre una regulación coordinada del sector financiero fundado sobre una mayor transparencia". Si bien "el acontecimiento histórico de la cumbre es el aumento de los créditos otorgados al FMI. (...) Pero "no se puede saber todavía si eso tendrá impacto en la economía real, y además la cumbre no aporta soluciones sobre la solvencia de las instituciones financieras, sobre el relanzamiento económico, la homogeneización de las fiscalidades y las normas contables, etc."
Respecto a la regulación de las entidades bancarias, se están estudiando algunas propuestas para evitar de nuevo la deriva que llevó a la crisis de 2008, entre ellas:
- volver a comprar los activos tóxicos (aunque el mecanismo sea difícil de aplicar)
- atribuirles una garantía que les proteja contra las pérdidas generadas por esos activos tal como se hizo con Citi o con Bank of America
- crear un banco público que retome los malos activos y libere los balances de las entidades financieras
- introducir un modelo alternativo a la intervención pública masiva
- promover una revisión de la regulación financiera, con una mejor protección de los consumidores y los inversores.

### De los estados y los organismos continentales
La postura europea consiste en ampliar a escala mundial los principios de regulación, coordinación y solidaridad que han sido los pilares de la construcción europea:
- Regulación: "La regulación financiera internacional actual es una especie de labor a remiendos, disparatada y a veces deshilachada: la supervisión de ciertos actores importantes (agencias de calificación, fondos de inversión) es incompleta; la coherencia entre las normas (contables, prudenciales) y las instituciones que las definen es insuficiente, tan insuficiente como la lucha contra los paraísos fiscales no cooperantes".

- Coordinación: "Se constata lo mismo en materia de análisis de riesgos: los innumerables centinelas internacionales no comunican o comunican poco entre ellos, dificultando la identificación de riesgos globales. Se deben organizar en redes y así poder alertar a los dirigentes de manera precoz".

En el campo del refuerzo institucional, el FMI tiene que desempeñar un papel esencial. "Al igual que la Unión Europea se dotó de un Ecofin y de un Eurogrupo, el Comité Monetario y Financiero Internacional del FMI debería convertirse en un auténtico consejo ministerial con poderes estatutarios. Se debería implicar mucho más a los países emergentes" siguiendo los primeros pasos dados en el marco del propio G20 (...) "El FMI, relegitimado, también deberá disponer de instrumentos adaptados a su nueva misión, de medidas de garantía, incluso de un nuevo instrumento de liquidez."
- Solidaridad: "uno de los peligros de la crisis actual es su conexión con el cambio climático y el subdesarrollo. Europa es el primer contribuyente de ayuda al desarrollo; se está fijando objetivos tan difíciles como ejemplares en materia de inversiones medioambientales. Eso le da una fuerte legitimidad para lanzar el debate en Washington y proponer una conferencia internacional para mejorar la gobernanza económica mundial sobre estas bases."[52]

La Unión Europea puede aportar su experiencia en materia de regulación financiera. Así, la hota de ruta del Consejo para los Asuntos Económicos y Financieros (Ecofin) se articula en torno a cuatro ejes de trabajo: mejora de la transparencia, evaluación de los productos financieros, refuerzo de los requisitos prudenciales y mejora del funcionamiento de los mercados merced a una línea de conducta más adecuada en materia de calificación crediticia.
De forma particular, Gordon Brown propuso convertir el FMI en un banco central mundial independiente dotado con medios financieros propios, mientras que Sarkozy propuso que el FMI coordine la regulación mundial con un plan para la estrategia de gobernanza y recuperación mundial, y que la OIT ocupe un papel más importante en la salida de la crisis financiera.
La orientación americana, apoyada por Gran Bretaña y Japón, consiste en reavivar el motor de la economía-mundo con mayor estímulo económico para las instituciones y los actores financieros. Ello contrasta con la visión europea que da más importancia a la regulación. En la práctica el G20 acordó un paquete de 1,1 billones de dólares para el FMI que deberá dedicar a la emisión de Derechos Especiales de Giro (DEG), si bien muchos comentarios han subrayado el carácter limitado de la medida.

## Propuestas

### En el sistema regulador
Es necesario, de manera general, que una gobernanza financiera mejorada refuerce las normas internacionales que regulan la actividad de los mercados financieros.
- Reintegración regulada de los mercados

Una idea central es el desarrollo de una reintegración de las economías financiera y productiva, regulada por normas específicas que pongan la primera al servicio de la segunda. Se trata de romper con las tasas de cambio determinadas por los movimientos de capitales y volver a tasas determinadas por los intercambios comerciales reales. Así, "los bancos centrales [han de tener] más control sobre los canales de transmisión de la política monetaria para que las tareas de regulación sean efectivas. Solo prescindiendo de la exuberancia irracional en el sistema financiero del futuro será posible sacudirse los comportamientos burbuja que han obligado a rehacer el sistema de Bretton Woods.". Para ello hace falta delimitar el sistema de pago, los depósitos, el préstamo a los consumidores y a la pequeña y mediana empresa. Así como también reintroducir medidas de separación estructural entre actividades financieras incompatibles entre ellas, cuya mezcla es uno de los factores causantes de la crisis de 2008
Por otro lado debe establecerse un rol específico y fuerte de regulación, que atraviese e integre los diversos sectores altamente interdependientes, pero con regulación separadas (bolsa, banca, seguros). Esta función debería corresponder al FMI o al Fondo de Estabilidad Financiera
Finalmente, las normas de Basilea II así como las Normas Internacionales de Información Financiera deben ser revisadas para evitar el riesgo sistémico que supone su carácter procíclico de acentuación de shocks económicos.
- Transparencia

Es necesara una mayor transparencia de bancos, establecimientos financieros, instituciones internacionales, organismos estatales (cuentas de bancos centrales, presupuestos nacionales, cuentas exteriores, contratos de préstamos, modalidades de títulos, indicadores de desempeño) debería ser una directiva de base de los sistemas financiero y monetario internacionales y nacionales. Concretamente se debería eliminar el secreto bancario. Según Ibase, hace falta "quitar el velo que cubre el funcionamiento de los mercados e instituciones financieras para hacerlo accesible a los ciudadanos comunes y a los activistas de la sociedad civil. No hay absolutamente nada importante sobre los sistemas financieros que no pueda ser comprendido y evaluado por ciudadanos comunes adecuadamente informados". Por otro lado "se deben establecer nuevos derechos de ciudadanía financiera, basados en la máxima transparencia de las entidades financieras y en una carta de derechos de información y formación financiera para los ciudadanos."
Concretamente, se debe establecer "una verdadera auditoría pública de las reglas internas de funcionamiento de las IFI, (...) redefinir las relaciones entre instituciones y entre estas instituciones y sus "autoridades de vigilancia", establecer un sistema de control por parte de los parlamentos y la población (...) [y] establecer un sistema de análisis comparativo a largo plazo basado en la capitalización permanente de la experiencia.
- Modelos financieros

En primer lugar hace falta introducir límites a la capacidad de endeudamiento para que los bancos no dependan de forma excesiva de la deuda poniendo en riesgo toda la economía.
Por otro lado, es necesario también: 
- Establecer un modelo de finanzas éticas que prohibir las inversiones financieras distorsionadoras en materias primas, para evitar las burbujas de precios de los alimentos o del petróleo, que tanto coste social han tenido en los ciudadanos. Además, deberían introducirse nuevos criterios y rankings de inversión socialmente responsable que primen a aquellas inversiones y empresas que desarrollan actividades beneficiosas para la sociedad.
- Eliminar los paraísos fiscales y redirigir sus fondos para cumplir con los objetivos del milenio. Para ello, es necesario poner en marcha una batería de iniciativas nacionales e internacionales que requieren un fuerte impulso político, pero cuyos rendimientos globales serían muy positivos. En este sentido, debería valorarse la introducción de un proceso de regularización fiscal progresiva y coordinada hasta 2015."[62]

Según Ibase, hay tres modelos alternativos básicos que podrían reemplazar los formatos actuales y cumplirían con los requisitos expresados.
"1. Un sistema financiero drásticamente reducido en el que los servicios de créditos y transacciones serían prestados por bancos públicos y se cerrarían los mercados de patrimonio privado. Se evitaría la especulación en el sistema bancario por medio de la especificación estricta de sus funciones.
2. Un sistema financiero mixto, en el que el sector bancario fuese absorbido por el Estado, pero los mercados de títulos y de intermediación financiera no bancaria permaneciese en manos privadas, aunque estrechamente regulados y supervisados.
3. El tercer modelo preservaría la propiedad privada de los bancos y de las instituciones financieras no bancarias así como los mercados de títulos, pero renovaría drásticamente el sistema de regulación y supervisión. En particular, se abandonaría la estrategia actual de Basilea de realizar regulación prudencial basada en normas microeconómicas, en favor de un criterio sistémico y macroeconómico de estabilidad.
Todas esas propuestas, sin embargo, comparten una característica fundamental que es restaurar el papel prominente de las entidades públicas en el control del sistema financiero que garantice que cumpla con un papel constructivo en la financiación de actividades productivas y el consumo en tanto preservan al mismo tiempo un grado aceptable de estabilidad del sistema."
Otra posibilidad es la recuperación de las tradiciones económicas no occidentales para su generalización a nivel internacional. Por ejemplo, la prohibición del riba (interés usurero) en el Corán y en otros documentos religiosos islámicos y su aplicación en el contexto moderno en el que el crecimiento del comercio internacional, especialmente en los países del sur, implica también el crecimiento de los intercambios entre países islámicos, han llevado a pensar a Greco en la posibilidad de crear un organismo internacional capaz de gestionar estos intercambios. La generalización del comercio interislámico y, por qué no, entre países no islámicos, siguiendo estos principios, ayudaría entre otros a reducir enormemente la carga de la deuda de los países subdesarrollados.
- Actores, agentes y productos financieros

He aquí otras propuestas de revisión del sistema económico y financiero: 
- beneficiar los mercados financieros centralizados, más transparentes, a los mercados de transacciones individualizadas, como los mercados de opciones o futuros.
- normalizar y regular los diferentes de bursatilización[65]
- suprimir los esquemas de compensación de los agentes intermediarios, basados en el número total de transacciones, que incentivan su maximización para provecho exclusivo de aquellos.
- evaluación regular de la acción de los intermediarios.
- prohibición de las opciones financieras (stock options) que perturben los sistemas de solidaridad hacia los asalariados.
- reducir el derecho de voto de los accionistas a los que lo son de forma permanente después de algunos años.
- Nuevas reglas sobre la equidad entre los accionistas bancarios
- Límites legales a la fragmentación de los riesgos financieros
- Límites a los conflictos de interés
- Reorientar los ahorros hacia inversiones sostenibles a largo plazo[66]

- Gobernanza corporativa

- En primer lugar se debe mejorar los sistemas de evaluación de las empresas mediante cambios contables y nuevas agencias de calificación: la valoración de mercado de los activos debe ser complementada para evitar la desaparición de empresas solventes en tiempos de pánico financiero.[62]
- Hace falta también corregir "las deficiencias en la gobernanza corporativa que han dado lugar a esquemas de compensación que benefician a gerentes de corporaciones en detrimento de otros interesados, incluyendo accionistas".[67] Se puede, concretamente, reformar los sistemas de remuneración de los directivos y limitar los blindajes empresariales: sus remuneraciones deben estar relacionadas con la creación de valor a medio plazo y sus indemnizaciones ligadas a las causas de despido.[62]
- Se debe aumentar también la responsabilidad criminal de los ejecutivos de las empresas[66] y por otro lado, como medida antiespeculativa y de limitación de la irresponsabilidad entre los accionistas, reducir el derecho de voto a aquellos accionistas a los que lo son de forma permanente después de algunos años.[66] así como encontrar respuestas a la falta de independencia de los analistas financieros.[23]
- Una propuesta que atañe la estructura de la gobernanza corporativa es la de desarrollar una obligación de transparencia de la empresa hacia las partes interesadas más allá del círculo reducido de los accionistas, y de participación de las mismas. En el caso de los bancos con riesgo de bancarrota puede implicar no solamente su rescate público sino también ejercer un control mediante la inspección respecto de las responsabilidades privadas y la forma en que se invierte el dinero privado.[68]

### En el sistema monetario internacional
Un aumento de la coordinación mundial entre bancos centrales es necesaria según algunos, "para controlar la liquidez, ampliar su vigilancia a la inflación de los activos y promover la estabilidad financiera".
- Liquidez

Gonçalves propone la creación de una institución monetaria mundial con poder de emisión de dinero y de crédito y de controlar así el nivel de liquidez internacional. Para evitar la dominación del mercado financiero por parte de Estados Unidos sería necesario al menos, según el mismo autor, que el Tesoro americano contribuyese a un fondo global de compensación, destinado al desarrollo de los países del Sur.
Otra medida es la creación por parte del FMI de una línea de liquidez a corto plazo para las economías emergentes que sufran crisis de liquidez causados por causa de crisis financieras sistémicas externas a la propia política económica de estos países. Por otro lado la emergencia de fondos monetarios regionales permitiría de disponer de mayor liquidez para facilitar el desarrollo sostenible a escala regional.
- Estabilización

Existen diferentes propuestas para estabilizar el exceso de aleatoriedad en la evolución del valor de las divisas, así como los ataques especulativos sobre algunas monedas: 
En primer lugar se puede crear un sistema de cambio fijo (acuerdo a priori sobre el valor de las monedas) o flexible (acuerdo a posteriori) de paridad exacta o con un umbral de fluctuación, entre las principales monedas (euro, yen, dólar, yuan). Otra posibilidad es iniciar la estabilización a escala regional mediante la creación de monedas regionales con un valor estable entre ellas, mediante la creación de una unidad de cuenta común que sustituya el predominio actual del dólar. A continuación el resto de las monedas del mundo deberían alinearse con alguna de las monedas fuertes. Otra posibilidad es multiplicar la emisión de los ya existentes Derechos Especiales de Giro (DEG) y atribuirles un mayor protagonismo en el sistema monetario mundial, si bien según Taddei eso por sí solo no aseguraría la estabilización
Por otro lado se podría introducir una cláusula monetaria que permitiera establecer impuestos compensatorios a los países que practicaran una devaluación excesiva de sus monedas.
La estabilización de las principales monedas debe implicar también la estabilización del coste de la energía. Lo cual implica la participación, junto a los países con las monedas más fuertes, de Rusia y los países de Medio Oriente. En esta misma línea, se podrían crear cuotas individuales negociables en energía fósil como una moneda de pleno derecho
- Ajuste de la balanza de pagos

Una institución ad hoc, financiada por el sector público y por un sector privado capaz de asumir un mayor compromiso de responsabilidad social, podría apoyar a los países con dificultades en su balanza de capitales. Eso implicaría también una modificación del sistema de cambios y un reajuste de la deuda.
- Fiscalidad

Existen diferentes propuestas de impuestos orientados a frenar la multiplicidad y encadenamiento de productos financieros. Por ejemplo, un autor propone un Impuesto sobre la Frugalidad Financiera, que pueda beneficiar a empresas e individuos. Una propuesta en la misma línea es la creación de un impuesto a las transacciones a corto plazo así como el conocido Impuesto sobre las transacciones financieras (Tasa Tobin) y otras medidas similares. 
Otras propuestas mantienen el doble objetivo de intentar limitar el desenfreno de los mercados al mismo tiempo que ayudan a la construcción de una economía ecológica a escala mundial. Así, el establecimiento de ecotasas internacionales, por ejemplo un impuesto sobre el consumo de recursos naturales limitados y lentamente renovables, o tasas sobre el carbono y sobre las emisiones contaminantes
Por otro lado, como se apuntó más arriba, el tratamiento de la evasión fiscal pasa por la eliminación de condición de paraísos fiscales de algunos microestados y territorios de todo el planeta. Existe desde 2005 una directiva para acabar con los paraísos fiscales, así pues todo depende de "la voluntad real de poner en marcha los acuerdos", según De La Rocha. Por otro lado debe prohibirse el comercio con los evasores fiscales y establecerse sanciones penales contra los que toman decisiones así como contra los subtratantes. Un tratamiento coordinado que fuera más allá de la penalización de los peores alumnos sin eliminar la raíz del problema, consistiría en un esfuerzo de coordinación fiscal a escala mundial consistente en el establecimiento de "suelos impositivos" sobre el capital.

### En la finanza del desarrollo
El objetivo principal de la regulación financiera debe ser fomentar el pleno empleo y el desarrollo, según IBase: "Los mercados financieros y las instituciones deberán ser funcionales a las necesidades de desarrollo y producción, promover la inclusión y el acceso abierto a los productos de servicios y ahorros de la población en general. Pero esto no es suficiente. También es crucial que estas funciones se realicen sin poner a la sociedad en riesgo de serias turbulencias y crisis. Esto significa que la regulación y supervisión deben ser reconocidas como lo que son: trabajo policial para controlar las tendencias destructivas incubadas en la operación normal de los mercados financieros. No es cuestión de criminalizar las actividades financieras. Debe reconocerse, sin embargo, que algunas actividades presentan amenazas especiales a la sociedad y por lo tanto se transforman en el objeto de especial atención y monitoreo. Para asegurar que se cuide la estabilidad del sistema, la regulación financiera debe extenderse a todos los segmentos del sistema. Instrumentos tales como por ejemplo derivados extra-bursátiles o entidades tales como “entidades de interés variable”, fondos de patrimonio privado y fondos de cobertura deben ser evaluados desde el punto de vista de su impacto en la macro-estabilidad general del sistema a través de regulación macro-prudencial."
Desde una perspectiva reformista, el sistema financiero debe servir la evolución del desarrollo sin cuestionar el mecanismo de la condicionalidad. Algunas medidas son: 
- Asegurar el acceso a las finanzas comerciales, especialmente a los países más pobres, para los sectores y actividades interrumpidas por la contracción del crédito.
- Afrontar los problemas de liquidez mediante sistemas de pago que incluyan diferentes divisas (ver liquidez)
- Establecer un mecanismo financiero anticrisis para proporcionar a gran escala, bajo condicionalidad, fondos de desembolso rápido para reducir el impacto de la caída de las exportaciones de los países menos desarrollados[78]

#### Deuda
La deuda exterior se ha convertido en una limitación importante para el desarrollo del los países del Sur. La deuda aumenta la vulnerabilidad exterior de estos países, que a menudo orientan sus políticas económicas hacia la estabilización de su balanza de pagos, a causa de la deuda. Hace falta crear mecanismos de alivio de la deuda, o profundizar aquellos que ya existen. Para combatir la exclusión existen, según Dembinski, diferentes propuestas que van desde la jubilación periódica de impagados hasta procedimientos de arbitraje de alivio de la deuda más insoportable. El mismo autor afirma la necesidad de establecer una relación entre la deuda exterior de los países pobres y la corrupción de sus dirigentes, de forma a incluir el derecho de persecución como una de las condiciones de renegociación de la deuda. Otro tipo de condiciones a la negociación de la deuda pueden ser el respeto a los Derechos económicos, sociales y culturales (DESC), el valor añadido de las exportaciones y el refuerzo del mercado interior para evitar nuevos sobreendeudamientos.
Se debe prestar atención también a lo que Ugarteche llama los Países Ricos Altamente Endeudados (PRAE). Los préstamos destinados a estos países, que son generadores de importantes volúmenes de deuda, deberían estar también condicionados a la reorganización de sus economías y la consecución de orden financiero.

#### Préstamos para la financiación del desarrollo
La finanza del desarrollo no debería implicar ninguna condicionalidad, con excepción de aquella relacionada con la viabilidad económica y financiera de los proyectos, así como su impacto medioambiental. El ajuste estructural de los préstamos, relacionado con las reformas de tipo liberal, deberían ser abolidos de los proyectos de trabajo de las instituciones
Entre las propuestas destacan las creaciones de fondos:
- Un Fondo de Protección Social que asista a los países en desarrollo para crear sistemas de seguridad que den un mínimo de protección, incluyendo provisiones para los desocupados, la salud y los jubilados.
- Un Fondo de Desarrollo de Empresas Pequeñas que facilite flujos y capital a estos negocios pequeños[69]
- Un Fondo de Infraestructura Financiera para estimular la economía: ayudar a superar los desafíos del calentamiento global, apoyar la economía informal, etc.[69]

En el caso de África, el continente más marginado por la mundialización económica Atkinson propone los siguientes impuestos y mecanismos para financiar el desarrollo a nivel continental : Impuesto sobre las transacciones financieras (Tasa Tobin); impuestos medioambientales mundiales; creación de nuevos tipos de Derechos Especiales de Giro (DEG); facilitar el incremento de donaciones para el desarrollo a través de las agencias de Naciones Unidas, así como de un fondo garantizado para los países más pobres por parte de los países donantes y de las remesas de los emigrantes. Otro autor propone el establecimiento de nuevos DEG a escala mundial

#### Cambios institucionales
Existen diferentes propuestas de cambio de la arquitectura institucional de la gobernanza financiera, la mayoría de las cuales orientadas hacia el refuerzo, la transformación o la refundación de las instituciones financieras: 
- Eliminar la función regulatoria de las instituciones de Bretton Woods y someterlas al escrutinio de la ONU.[85][86] En el caso del FMI, su misión inicial de ayuda a los países en desarrollo debe ser substituida por una de coordinación de las políticas monetarias y fiscales.[65] El Banco Mundial puede devenir, en cambio, un organismo de promoción de un desarrollo responsable, plural y solidario[23]
- Una propuesta más avanzada consisten en la transformación del FMI en un Fondo Monetario Global (FMG), con una capacidad financiera, según unos.,[62] multiplicada por cuatro. Mientras según otros el FMI debería reforzar su capacidad a un trillón de dólares.[87] La nueva institución necesitaría de un sistema de voto reformado, y un mandato reforzado de supervisión y vigilancia de las finanzas mundiales.[62]
- En una línea similar otro autor propone una Organización Financiera Mundial, construida mediante tentativas progresivas y mediante la acumulación de reglas bilaterales y acuerdos sobre flujos financieros que permitan establecer estándares regulatorios y compartir información.[88]
- Una propuesta todavía más radical es la abolición del FMI y del Banco Mundial y el uso de su capital para la creación de un Fondo de Desarrollo Internacional para la financiación de proyectos sociales, económicos y medioambientales en los países en desarrollo. Este fondo estaría compuesto por representantes de la sociedad civil sin representación de los gobiernos.[29] Otra posibilidad similar es la implementación de un Consejo Económico Mundial (Global Economic Council, GEC) encargados de forjar un nuevo consenso global en torno a una batería de políticas de desarrollo sostenible.[82]
- En la misma línea de transformaciones estructurales, se puede crear un nuevo modelo de Bretton Woods, diferente del anterior por el alcance de sus competencias así como por los actores implicados. Su misión sería la regulación de los sistemas monetario, financiero y energético, y debería implicar a las diferentes regiones del mundo, a su tiempo detentoras de monedas regionales fuertes relacionadas entre ellas por valores estables de intercambio revisados periódicamente.[66]
- La Organización Mundial del Comercio ha de ser capaz de crear balances medioambientales y sociales comunes de forma periódica que abran la vía a una consolidación e internacionalización del derecho económico. Para ello, la OMC debe evolucionar desde un espacio de resolución de diferencias entre Estados a uno de resolución entre las diferentes partes (empresas, estados, consumidores)[89]
- Así pues, la alternativa no pasa necesariamente por la creación de nuevas instituciones sino sobre todo por el fortalecimiento y la precisión de las reglas de juego. Según Bello,[90] los países del Sur y la sociedad civil internacional deben defender un nuevo sistema de gobernanza económica "más fluido, menos estructurado, más plural, con un mayor equilibrio de poderes (...)". Este autor defiende también una reducción del poder del FMI, reconvirtiéndolo en un centro de investigación, formando parte, de una red más descentralizada de instituciones y organizaciones que interactúan entre ellas según una serie de acuerdos y negociaciones amplias y flexibles. En este marco el FMI sería un actor más, evaluado por otras organizaciones y acuerdos. Teniendo en cuenta el carácter regional de gran parte de las crisis financieras. Bello apuesta también por la emergencia de fondos monetarios regionales que participen en la regulación de la gobernanza financiera mundial. Según el autor, estos fondos dispondrían de mayor liquidez para apoyar a países en crisis de la que dispone actualmente el FMI, y su atribución no estaría condicionada por el propio FMI o el Banco Mundial. Su función sería de facilitar las condiciones para un desarrollo sostenible en la región, alejándola de la desestabilización de los flujos de capitales.[91]
- Hace falta establecer una división del trabajo entre las instituciones existentes que sea precisa, y evite la superposición y amalgama de funciones, mandatos y objetivos.[92]
- Por otro lado se puede revitalizar el papel de las agencias de desarrollo económico y social de la ONU.[85] Estas instituciones, especialmente el PNUD o la OIT, deberían involucrarse más activamente en la gobernanza económica y financiera mundiales.[69]
- Se puede enfatizar también el desarrollo de organismos regionales, especialmente en las regiones del Sur, para aligerar la dependencia de los organismos mundiales en que "solo unos pocos deciden y todos pagan las consecuencias".[93]
- La cooperación interregional es también un aspecto a tener en cuenta.[94] Es necesario también recuperar el llamado "principio de equivalencia" según el cual el alcance de los costos y beneficios relacionados con la producción de un bien, debe concordar con el alcance de la jurisdicción en la que se toman las principales decisiones relacionadas con este bien.[95] Para acabar, es necesario establecer un nuevo directorio, similar al G7 y al G20, que sea representativo de las regiones más importantes del planeta.[96]
- Otro autor propone la creación de Redes de Gobernanza Financiera (Financial Governance Networks, FGNs) formadas por países sin una necesaria continuidad geográfica que sin embargo quieran establecer criterios similares en materia de riesgo financiero tal como control de capitales, servicios y herramientas financieros. Estas redes deberían disponer de tribunales de arbitraje.[97]

#### Agenda global
La respuesta a la crisis del sistema financiero debe formar parte de un cambio de paradigma frente a una crisis sistémica, según algunos analistas que afecta todo el modelo de desarrollo económico. Hace falta "una globalización distinta que no solo se guíe por principios de rentabilidad, sino también de justicia, de solidaridad y de responsabilidad ante los ciudadanos."
Así, según esta misma fuente, las soluciones a la crisis financiera deben ser parte de una agenda más amplia que abarque cambios ante carencias insostenibles como la pobreza, la crisis energética o el cambio climático. Por ejemplo, a corto plazo hace falta un apoyo de los estados para completar el acuerdo ambicioso que pueda surgir en el marco de la Convención sobre el Cambio Climático en Copenhague, en diciembre de 2009. Mientras que se puede hacer frente al dumping social con la regla clásica según la cual los salarios deben subir al mismo ritmo que el aumento de los beneficios.
El nuevo marco financiero debe garantizar la estabilidad macroeconómica que permita un comercio internacional justo, la sostenibilidad medioambiental, una gobernanza efectiva de la migración, por ejemplo mediante una Organización Mundial de las Migraciones.
Respecto a la arquitectura de la gobernanza, Dembinski apunta que hace falta transformar en sistema las relaciones "anárquicas" monetarias y financieras internacionales. Para ello hace falta "hacer emerger una finalidad que las supere y las envuelva", que permita a las instituciones concernidas "asumir su responsabilidad" e instaurarse o reinstaurarse en consecuencia
En la misma línea que el autor anterior, Landerretche propone la puesta en marcha de una iniciativa que llama la Era del Bienestar Humano (Human Wealth Era, HWE), similar en estilo al Consenso de Washington. Se trata de establecer una serie de recomendaciones políticas, adaptables a contextos económicos, culturales y políticos diferentes, que incluyan pactos para políticas de desarrollo, de fomento del trabajo, de la educación (sobre todo la formación profesional) de forma que los subsidios gubernamentales y las reglas laborales deben ser usadas para incentivar acuerdos empresariales acordes con los principios HWE.

#### Principios y finalidades
El derecho internacional debe basarse en ciertas reglas fundamentales así como en el desarrollo de una matriz de valores comunes, todas ellas subyacentes a la gobernanza financiera mundial. Por ejemplo:
Debe introducirse la regla según la cual "a actor internacional, legislación internacional": "para garantizar la legitimidad de los dirigentes económicos, éstos deben ser responsables ante instancias situadas en la misma escala que su ámbito de acción, lo cual no es el caso actualmente: las empresas, inclusive las más grandes, están sometidas a los derechos estatales o incluso infraestatales." "Hace falta pues someter a todas las empresas de cualquier nacionalidad e independientemente de la forma en que organizan el proceso de producción entre empresa principal y subordinadas, un mismo derecho internacional."
Los valores económicos que subyacen en el sistema de representatividad de una parte fundamental de las instituciones financieras hasta la fecha, deben ser substituidos por el principio de una "comunidad de destino compartido" que gestiona los bienes comunes mundiales Un principio de organización de esta comunidad, que debería introducirse como una norma imperativa del derecho internacional, es el equilibrio entre humanidad y biosfera.
Según Lamy, el reconocimiento de este bien común y la aspiración a una comunidad a escala mundial, conduce al compromiso con una definición mínima de democracia que puede basarse en la eficacia, la legitimidad y el espacio público. Esta democracia a escala mundial no implica la constitución de un estado o gobierno planetarios, en lugar de eso la comunidad mundial debe guardar la estructura política actual haciendo de las Naciones Unidas su elemento central
Según Dembinski, el sistema monetario y financiero deben ser reconocidos de utilidad pública universal con una finalidad de bienestar general, superior a la resultante de los intereses individuales de países o empresas, expandida a la regulación, vigilancia y sanción de los sistemas monetario y financiero. Esta finalidad debe reconocerse mundial y no intergubernamental, y fruto de la colaboración entre sectores público y privado, siendo que este último debe adquirir una responsabilidad fundamental sobre el funcionamiento de esta arquitectura.
Esta finalidad debe ir más allá de lo puramente legal y puede definirse bajo el principio de responsabilidad del otro, que implica la implementación de mecanismos de reinserción económica a escala de los individuos como de los países, y que se puede declinar en tres campos: a) un endeudamiento responsable, b) una inversión responsable, c) una estabilización de las remuneraciones
Uno de los marcos propositivos que emerge con fuerza es el desarrollo de un "Green New Deal": se trata de un proyecto para un vasto programa internacional orientado a frenar el cambio climático y a salir de la crisis, consistente en una inversión masiva en el uso de energías renovables, en la creación de trabajos en los sectores medioambientales de la economía y de generalización de impuestos ecológicos, entre otras medidas. Los fondos económicos para llevarlo a cabo solo pueden ser obtenidos, según el Grupo Británico del Green New Deal, mediante una colaboración entre el sector público y el sector privado, y la participación privada es posible si aumentan los precios de los combustibles fósiles y descienden las inversiones ecológicas, todo ello mediante políticas públicas y regulaciones decididas hacia el control de capitales y el desarrollo de la economía verde.

### A escala local
"Existen diversas experiencias e innovaciones a escala microeconómica o local que tratan de incrementar la autonomía de los diversos actores, sobre todo en relación con el sistema financiero, sobre el cual difícilmente pueden influir: las monedas complementarias y la microfinanza, el principio de compartir los beneficios y las pérdidas entre empresas y financiadores"
La participación de todos los actores implicados en los procesos de inclusión económica que resultan del desarrollo de algunos proyectos de fondos financieros, provocan efectos individuales y colectivos beneficiosos sobre la comunidad concernida. Un ejemplo lo constituye el Fondo Regional para la Innovación Social (Fonds régional pour l'innovation sociale) de Nord Pas-de-Calais en Francia
La estructuración en red de las entidades financieras a escala local puede constituir otro punto de entrada para la generalización a toda la sociedad de modelos financieros alternativos. Así, en el caso concreto de Brasil, según Grosso sería posible estructurar instituciones pequeñas sostenibles financieramente, contando con los recursos escasos de la comunidad, siempre y cuando estas entidades no actúen asiladamente sino en consorcios de entidades de microfinanza. Otro autor afirma que es necesario desarrollar y compartir las experiencias financieras descentralizadas existentes tales como cooperativas o mutuas, cajas de crédito, cajas rurales de ahorro y sistemas de crédito autogestionados y solidarios, para extraer lecciones comunes y facilitar la estructuración de modelos financieros alternativos al modelo liberal. Este tipo de acciones podrían complementarse desde el punto de vista política con la implementación de mecanismos de regulación democráticos y solidarios que establezcan una vigilancia ante los riesgos de instrumentalización de las iniciativas de la economía solidaria por parte de gobiernos locales y estatales, y de instituciones internacionales.
Otra iniciativa en el ámbito de una finanza descentralizada es la constitución de "clubes de oriundos" entre los migrantes mexicanos emigrados a Estados Unidos. Se trata de "canalizar el uso de las remesas hacia proyectos de bienestar común que permitan mejorar las condiciones de vida de la comunidad. A corto y mediano plazo los objetivos son satisfacer las necesidades básicas de servicios de infraestructura, salud y educación; y a largo plazo, poner en marcha proyectos productivos que generen empleo y capitalicen a las comunidades." Estos clubes son al mismo tiempo generadores de redes socials de cooperación y trabajo comunitario tanto en las comunidades de origen como entre las comunidades de migrantes en el país de destino.
Finalmente, es necesario también presionar las instituciones internacionales y continentales (Naciones Unidas, OMC, FMI, Banco Mundial, OIT) para que revisen sus políticas e integren la economía solidaria como un componente esencial del desarrollo sostenible, así como instaurar un lobby internacional ante el PNUD para que la metodología y los indicadores de desarrollo humano incorporen los temas de la economía solidaria.